# Troisième croisade
Batailles
La troisième croisade, qui débuta en 1189 et s'acheva en 1192, est une série d’expéditions menées par Frédéric Barberousse, empereur germanique, Philippe Auguste, roi de France, et Richard Cœur de Lion, roi d'Angleterre, dans le but de reprendre Jérusalem et la Terre sainte à Saladin.
Cette croisade a permis la reprise d’un certain nombre de ports de Terre sainte, mais n’a pas permis la reconquête de l’arrière-pays, ni la reprise de Jérusalem. Cependant, la libre circulation à Jérusalem fut autorisée aux pèlerins et marchands chrétiens.

## Contexte

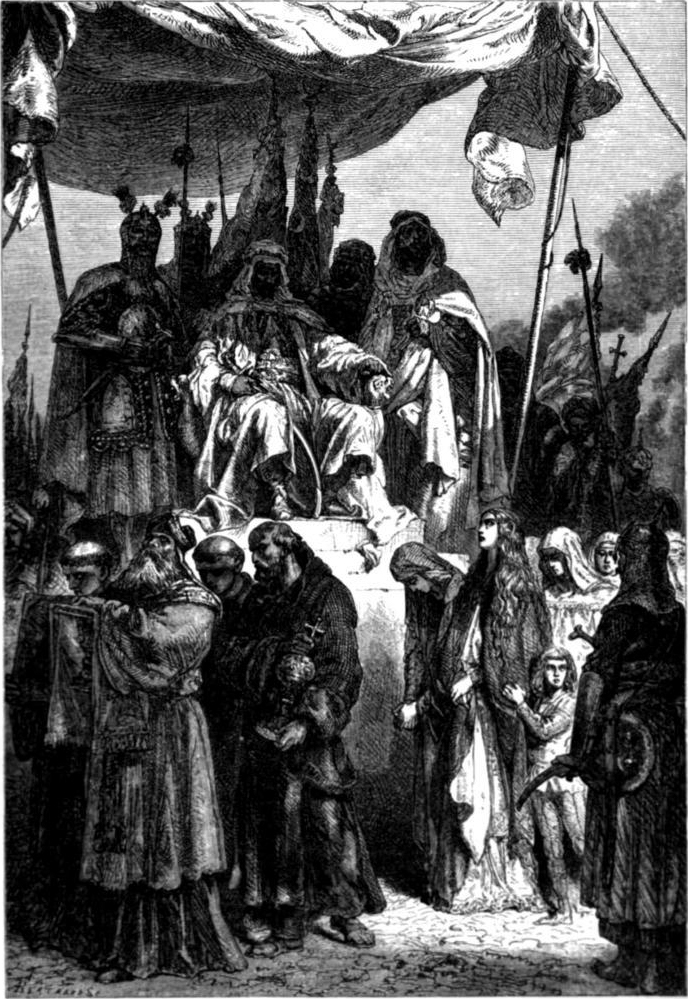
Les chrétiens évacuant Jérusalem sous le regard de Saladin par Alphonse de Neuville.

À la mort de Nur ad-Din, en mai 1174, Saladin alors vizir d’Égypte, se proclame sultan d’Égypte et reprend le programme d’unification des Arabes syriens et égyptiens pour ensuite combattre les États croisés, en reconquérir les territoires et les chasser du levant. Il commence par éliminer les fils de Nur ad-Din, s’empare de Damas dès novembre 1174, puis d’Alep en juin 1183. Il tente plusieurs incursions contre le royaume de Jérusalem, mais ce dernier est défendu par le roi Baudouin IV le Lépreux, dont l’esprit tactique et de diplomatie réussit à repousser les attaques de Saladin ou à minimiser les défaites franques.
Tout change entre 1185 et 1186 avec la mort de Baudouin le Lépreux et l’arrivée sur le trône de Guy de Lusignan, un roi dépourvu du moindre sens politique et sans grande autorité sur les barons. Comme Guy se révèle incapable de soumettre Renaud de Châtillon et de mettre fin à ses pillages, Saladin envahit le royaume et écrase la chevalerie franque à Hattin le 4 juillet 1187.
À la suite de sa victoire obtenue à Hattin, Saladin entreprend de reconquérir le royaume de Jérusalem. Continuant sa reconquête, le 2 octobre 1187, Saladin réussit entre-temps à prendre Jérusalem défendue par Balian d'Ibelin.
Le 13 juillet 1187, un navire sous les ordres du croisé Conrad de Montferrat, arrive en vue de Saint-Jean-d'Acre où il ne peut débarquer voyant que le port est aux mains des musulmans. En effet, Saladin, dans ses desseins de reconquête, a entrepris de reprendre les cités côtières les unes après les autres. Conrad se rend alors à Tyr, et il y débarque alors que la ville est assiégée par les Arabes et que les croisés sont en train de négocier leurs conditions de reddition. Sa présence remonte le moral de ces derniers qui mettent fin aux pourparlers. Conrad prend en main la défense de la ville contre les Arabes qui finissent par lever le siège le 2 janvier 1188, permettant aux croisés de garder une tête de pont en Palestine.
Afin de neutraliser l’efficace Conrad de Montferrat, Saladin libère au cours du printemps 1188 (ou en juillet), le brouillon Guy de Lusignan qu'il avait fait prisonnier à Hattin. Mais Montferrat refuse à Guy l’accès de Tyr, soutenu par une grande partie de la noblesse française qui reprochent à Lusignan la défaite. Guy de Lusignan décide alors en août 1189 d’assiéger Acre avec une poignée de chevaliers. Saladin, occupé à conquérir le comté de Tripoli et la principauté d'Antioche le laisse faire, sachant qu'il est confiant dans la résistance de Saint-Jean-d’Acre. Les possessions franques se réduisent bientôt à Antioche, Tripoli, Tyr, le krak des Chevaliers et la forteresse de Margat.

## La croisade
L'une des premières actions de Conrad de Montferrat avait été de prévenir l'Occident de la chute de Jérusalem en envoyant Josse, archevêque de Tyr. Avant d'arriver à Rome, il rencontre le roi Guillaume II de Sicile. Ce dernier alors en lutte contre l'Empire byzantin ne peut qu'envoyer une flotte réduite et une troupe de deux cents chevaliers. Il meurt peu après en novembre 1189. Son successeur Tancrède de Lecce ne peut pas soutenir son action, car il doit lutter contre Henri de Hohenstaufen qui lui dispute le trône de Sicile. Josse se rend ensuite à Rome, où il rencontre le pape Grégoire VIII, qui décide de la reconquête des territoires perdus et émet le 29 octobre 1187, la bulle Audita tremendi. appelant à la troisième croisade. Les royaumes anglo-angevin et français sont alors en guerre, mais les légats du pape imposent à Henri II Plantagenêt, roi d’Angleterre, et Philippe Auguste, roi de France, une entrevue près de Gisors le 21 janvier 1188 où ils obtiennent des deux souverains leur engagement dans la croisade. Ils lèvent dans leurs États la « dîme saladine » pour financer une nouvelle croisade, mais la révolte du prince Richard Cœur de Lion, soutenu par Philippe Auguste, contre son père Henri II, puis la mort de ce dernier le 6 juillet 1189 retardent le départ de la croisade.

### La croisade germanique

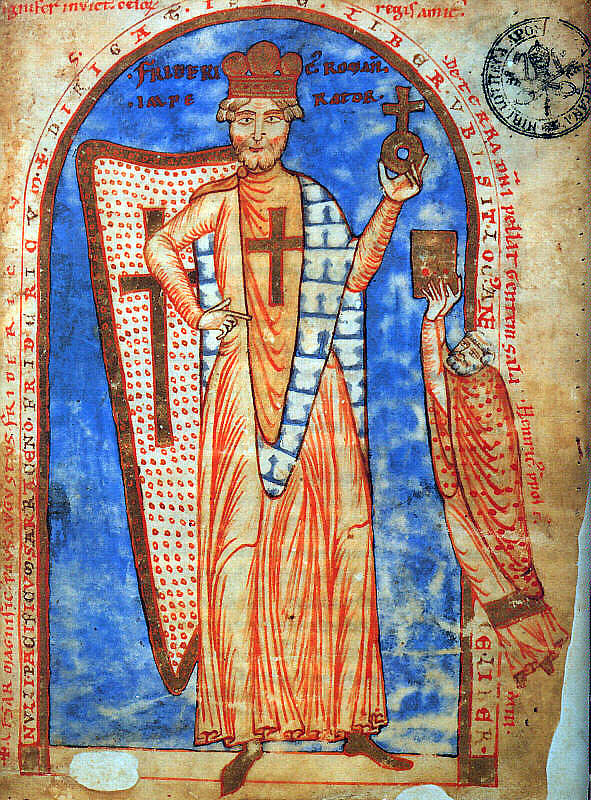
L’empereur Frédéric Barberousse.

L'empereur germanique Frédéric Barberousse répond également à l'appel du pape ; il prend la croix à la Cathédrale Saint-Martin de Mayence le 27 mars 1188, quitte Ratisbonne le 11 mai 1189 à la tête d'une armée forte de cent mille hommes, selon les chroniqueurs contemporains, traverse le royaume de Hongrie et prend la direction de Byzance. C'est la première fois que l'empereur participe à la croisade.
Il doit affronter l’hostilité de l'Empereur byzantin Isaac Ange, car ce dernier est en guerre contre le royaume de Sicile, un allié du Saint-Empire romain germanique. De plus Isaac Ange a conclu une alliance avec Saladin contre Kılıç Arslan II, sultan seldjoukide de Roum, et la venue de la croisade risque d’affaiblir son allié. Face à l’énorme supériorité numérique des Allemands, il n’ose pas engager le combat mais cherche à entraver et à ralentir l’armée impériale. De guerre lasse, Frédéric fait saccager la région de Philippopoli et la ville d’Andrinople, de sorte qu’Isaac Ange doit céder et faire traverser le Bosphore à l’armée germanique, tout en informant Saladin de la progression des croisés.
En Asie Mineure, le sultan Kılıç Arslan II se montre partisan de laisser le libre passage à l’armée de Frédéric Barberousse, car il espère que la croisade affaiblira son ennemi Saladin. Mais son autorité vieillissante ne peut empêcher des bandes turcomanes de harceler l’armée chrétienne. Lorsque l’armée arrive devant Konya, le 18 mai 1190, le vieux sultan fait acte de soumission, mais il est aussitôt mis sous tutelle par son fils aîné qui attaque aussitôt l’armée de Frédéric. Ce dernier le met en déroute lors de la bataille d'Iconium et prend d’assaut la ville de Konya.

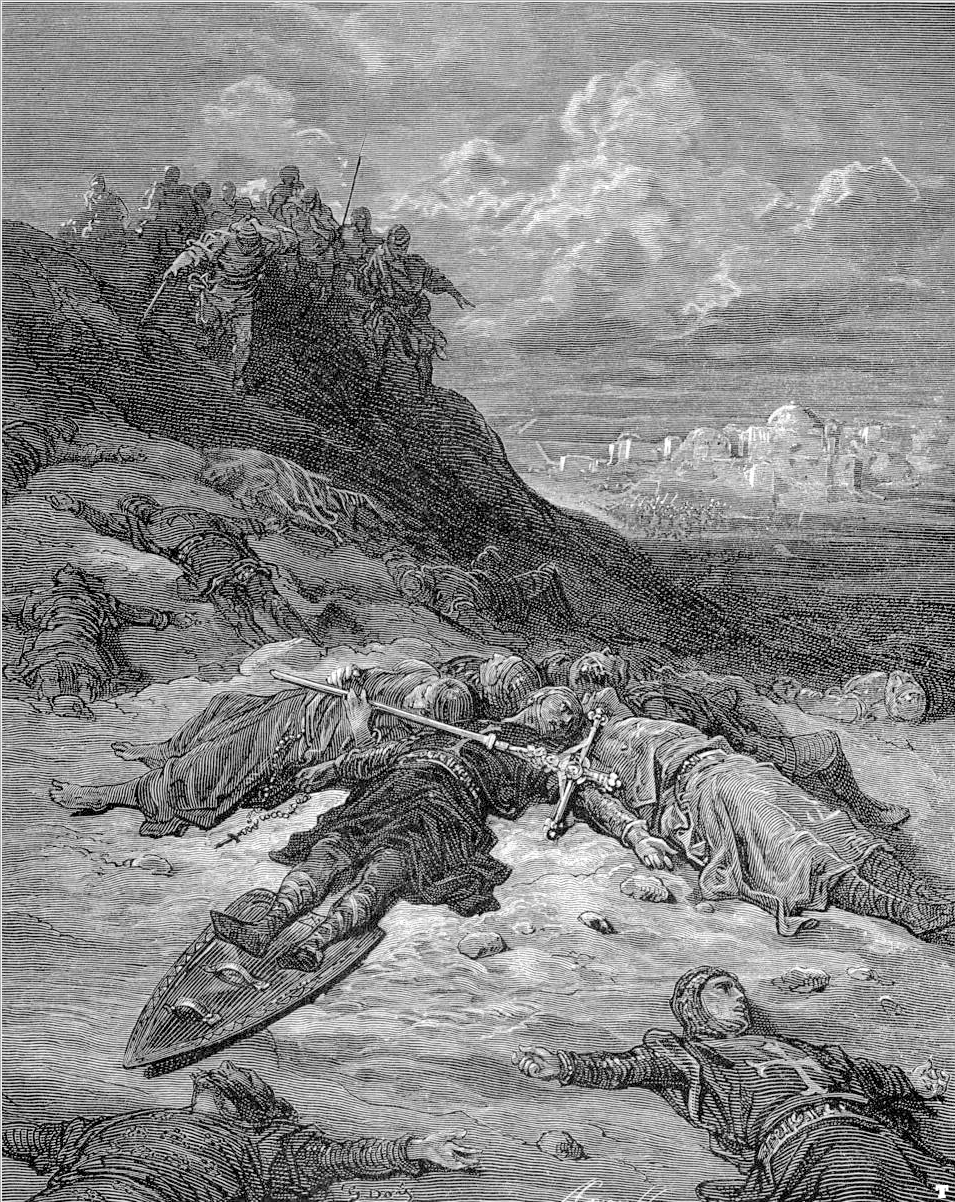
Mort de Frédéric Barberousse, de Gustave Doré.

L’armée germanique continue sa route et arrive en Cilicie où elle est reçue par le prince Léon II d'Arménie. Les musulmans commencent à prendre peur et la forteresse de Baghras, la forteresse la plus au nord de l’Empire ayyoubide, est évacuée et prise par un Foulque de Bouillon, chevalier franc, cousin de Léon II d'Arménie. Frédéric Barberousse continue sa route vers la Terre sainte quand il se noie en traversant le Saleph le 10 juin 1190. Bien que son armée soit plus nombreuse que celle de Saladin, ses troupes se dispersent immédiatement après sa mort. La plupart des hommes rentrent en Europe tandis qu’une faible partie, conduite par le fils de Frédéric, Frédéric de Souabe, rejoint Antioche après qu'une épidémie en décima encore quelques-uns. Une fois les survivants remis sur pied, le prince Bohémond III d'Antioche tente de les entraîner vers une opération de diversion sur Alep, mais ils préfèrent rejoindre les croisés français et anglais à Saint-Jean-d'Acre (7 octobre 1190).

### La croisade franco-anglaise
Malgré leur promesse lors de l’entrevue de Gisors en janvier 1188, les souverains français et anglais ne partent pas immédiatement et se font même la guerre dans l’année qui suit. Quand Henri II meurt le 6 juillet 1189, Richard Cœur de Lion lui succède sur le trône de l'Empire angevin. Alors qu'il n'était que comte d'Anjou, il fut le premier noble d'Europe à prendre la croix, en novembre 1187 ; il reprit donc le projet de croisade avec plus de détermination que son père. Finalement, les deux souverains ne remplissent leur vœu qu’un an plus tard. Le 4 juillet 1190, les deux rois partent de Vézelay, et après avoir cheminé ensemble jusqu'à Lyon, ils prennent deux routes différentes, Philippe s’embarquant à Gênes sur les navires de ses alliés génois et Richard sur son immense flotte à Marseille, ils se rejoignent à Messine en Sicile. Ils passent six mois à hiverner dans le royaume de Sicile, pour n’en repartir qu’en mars 1191. D’évidence chaque souverain cherche à surveiller l’autre, ce qui retarde leurs arrivées en Terre sainte, malgré les demandes pressantes des croisés déjà engagés dans le conflit, au siège d'Acre.

#### La conquête de Chypre
Philippe Auguste s’embarque de Messine le 30 mars 1191 et arrive en vue de la côte de la Terre sainte le 20 avril. Richard Cœur de Lion part le 10 avril, mais une tempête déroute sa flotte sur Chypre. Cette île est gouvernée par Isaac Doukas Comnène lequel s’est rendu indépendant de l’Empire byzantin cinq ans auparavant. Sa politique, hostile aux croisés, le conduit à informer Saladin des mouvements de la croisade, et ses gens pillent deux navires anglais, en perdition et forcés d’aborder l’île. Richard réagit en débarquant à Limassol le 6 mai et entreprend de combattre Isaac, lequel est battu et capturé à Nicosie le 21 mai. Puis il rembarque et arrive à Saint-Jean-d'Acre, vend l'île de Chypre aux Templiers contre la modique somme de 25 000 marcs d'argent. Le grand maître de l'ordre du Temple, Robert de Sablé y installe donc une première base solide pour les Templiers avant de partir lui aussi rejoindre Acre ; il vend l'île un an plus tard à Guy de Lusignan. La base des Templiers est transférée à Acre où elle restera près d'un siècle.

#### Le siège de Saint-Jean-d’Acre par les croisés
Dès sa libération par Saladin en août 1189, Guy de Lusignan était parti mettre le siège devant Saint-Jean-d'Acre avec une poignée de chevaliers dont le grand maître de l'ordre du Temple Gérard de Ridefort qui fut capturé puis exécuté le 4 octobre 1189 devant Saint-Jean-d'Acre, il fut remplacé dans ses fonctions deux ans plus tard par Robert de Sablé, grand ami du roi Richard, ayant passé dix neuf ans à sa cour. Occupé à conquérir la principauté d'Antioche, Saladin n’avait pas réagi, n’y voyant qu’une opération de diversion destinée à l’obliger à lever le siège de la forteresse de Beaufort, âprement défendue par Renaud de Granier, comte de Sidon. Quand Guy de Lusignan décide de s’occuper de secourir Acre, son armée est fermement retranchée dans son camp et des renforts ont commencé à le rejoindre : les rescapés de la croisade allemande, des croisés français et anglais qui ont devancé le départ des souverains. C'est le cas du comte Henri II de Champagne, neveu des deux rois, qui arrive le 27 juillet 1190 et annonce l’arrivée prochaine de ses deux oncles, Philippe Auguste et Richard Cœur de Lion. Chaque troupe qui arrive grossit le dispositif des croisés et isole de plus en plus les assiégés qui ne peuvent pas non plus compter sur une aide maritime, la mer étant largement dominée par les escadres chrétiennes. Une querelle dynastique commence entre le roi Guy de Lusignan, qui doit son trône à sa femme Sibylle laquelle vient de mourir, et Conrad de Montferrat, qui vient d’épouser Isabelle, la sœur de Sibylle, mais ne compromet pas les opérations de siège.

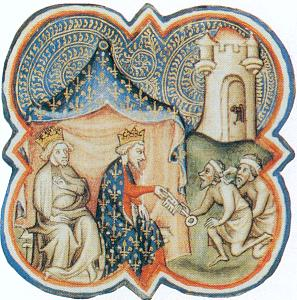
Reddition de Saint-Jean-d'Acre.

L’arrivée du roi de France devant Saint-Jean-d'Acre le 20 avril 1191, ainsi que du roi d'Angleterre et du nouveau grand-maître templier Robert de Sablé deux mois plus tard, isole complètement et efficacement Acre de l’extérieur. La rivalité latente entre les deux souverains européens qui épouse la rivalité entre les deux prétendants au royaume de Jérusalem, divise le camp croisé en deux factions. Tandis que le roi de France prend parti pour Conrad de Montferrat, Richard soutient Guy de Lusignan.
Le 2 juillet 1191, les habitants d'Acre font parvenir à Saladin un message disant qu’ils sont à bout de ressources et qu’ils sont dans l’obligation de capituler. Saladin tente une attaque désespérée le lendemain et échoue. Le 4 juillet, la ville entame des négociations de reddition et ouvre ses portes aux croisés le 12 juillet.
Le 28 juillet, pour résoudre le conflit entre Guy et Conrad, une assemblée des barons du royaume et des principaux chefs croisés décide du compromis de Saint-Jean-d’Acre par lequel Guy de Lusignan est confirmé comme roi de Jérusalem, mais que le royaume reviendrait ensuite à Isabelle et à son mari Conrad de Montferrat. Loin de résoudre le problème, ce compromis divise les forces chrétiennes et risque de paralyser toute action franque après le départ des croisés.
Sachant politiquement qu'il ne peut se permettre de laisser le royaume de France sans roi, Philippe Auguste annonce son départ vers l’Europe. Il laisse sur place une partie de son armée (10 000 hommes sous le commandement du duc Hugues III de Bourgogne), et spécifie que toutes les conquêtes faites par ses troupes reviendront à Conrad de Montferrat. Le 3 août, il embarque à Tyr en direction de Brindisi.

#### Les campagnes de Richard Cœur de Lion

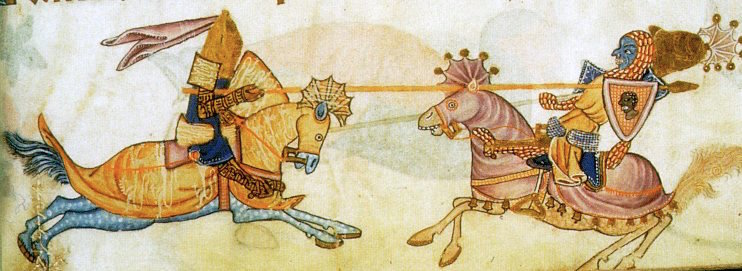
Richard Cœur de Lion et Saladin. Miniature du XIIIe siècle.

Un accord conclu entre Saladin et les croisés prévoit la libération des défenseurs d’Acre contre le versement d’une rançon et la restitution de la Vraie Croix, perdue à Hattin. Mais Saladin fait traîner l’exécution de cet accord et l'impatient Richard Cœur de Lion ordonne le massacre des défenseurs par un de ses vassaux, le seigneur de Jourdain (20 août 1191). Cet acte de barbarie, qui contraste avec les générosités de Saladin dans le passé, représente une grave faute pour Richard, car il le prive d’une monnaie d’échange, et renforce le sentiment anti-croisé parmi les musulmans. Par la suite, Saladin fait exécuter en représailles tous les chrétiens capturés au cours des combats suivants.
Richard et son allié le grand-maître de l'ordre du Temple, Robert de Sablé, entreprennent alors la reconquête du littoral palestinien entre Acre et Ascalon. Le 22 août, ils quittent Saint-Jean-d’Acre en direction de Caiphas. Dès leur sortie de la ville, l’armée est attaquée par Al-Adel, frère de Saladin, qui est repoussé avec difficulté. L’armée franque se réorganise en colonne serrée, opposant sa masse compacte aux harcèlements musulmans. Elle ne s’encombre pas de bagages et ne s’écarte pas de la côte, l’intendance étant assurée par la flotte. Les armures, la discipline résistent sans problème à la mobilité des Sarrasins, et les croisés atteignent et prennent sans encombre Caïffa, évacuée la veille par sa garnison. L’armée continue le long de la côte, tandis que Saladin fait détruire les différentes forteresses, pratiquant ainsi la politique de la terre brûlée. Les croisés arrivent en vue d'Arsouf le 5 septembre, où l’attend l’armée de Saladin.

La bataille d'Arsouf (1191).

Le combat est engagé le 7 septembre 1191. L’armée croisée, assaillie par les troupes de Saladin, tient la position sans céder aux ruses turques et notamment à celle de la fuite simulée. Les cavaliers musulmans sont incapables d’entamer les rangs compacts des chevaliers bardés d’armures. Bien que Richard ait ensuite prévu un mouvement tournant qui aurait pu anéantir l'armée de Saladin, l'impatience de quelques chevaliers et Hospitaliers déclenche prématurément une charge simple qui ne fait que disperser les troupes musulmanes.
Saladin veut alors défendre Ascalon, mais ses émirs s’y refusent, et il doit abandonner la ville le 23 septembre 1191 après l’avoir fait complètement démolir. Il se dirige vers Jérusalem en faisant également raser Ramla. Pendant ce temps, Richard Cœur de Lion entreprend de faire reconstruire Jaffa, commettant une erreur stratégique, car il aurait pu alors s’emparer de Jérusalem, dont les fortifications, délabrées depuis le siège de 1187, ne permettaient pas la défense, ou surprendre l’armée ayyoubide pendant les travaux de démolition d’Ascalon.

Les reconquêtes chrétiennes de la troisième croisade.

En octobre 1191, Jaffa redevient une puissante place forte, mais le moral de l’armée croisée, restée inactive, a baissé. Richard entreprend des négociations avec Saladin, par l’intermédiaire d’Onfroy IV de Toron, qui parle l’arabe, et d’Al-Adel, le frère de Saladin. Mais Saladin, voyant le moral de l’armée de son adversaire, n’accorde que le littoral et refuse de rendre Jérusalem. Richard Cœur de Lion décide de marcher sur Jérusalem et met à plusieurs reprises des avant-gardes musulmanes en déroute. La période n’est pas vraiment favorable, car les pluies inondent l’armée qui chemine dans la boue et trouve la plupart des forteresses démantelées, les privant d’abris. L’armée arrive le jour de Noël à Beit Nuba près de Latroun, à une vingtaine de kilomètres de la ville sainte, mais Richard hésite alors à continuer. Toutes les hésitations de Richard permettent à Saladin de fortifier la ville pendant l’automne 1191. Les barons syriens, les Templiers et les Hospitaliers font valoir que Saladin peut intercepter les convois de ravitaillement à tout moment et isoler l’armée. Ils considèrent que même si Jérusalem est facilement prenable, elle sera difficilement défendable, car la plupart des croisés ne pensent pas s’installer en Terre sainte. Rares sont ceux qui pensent s’installer dans le royaume, et les populations chrétiennes estiment qu’il n’est pas possible de coloniser l’arrière pays sans une nouvelle immigration d’une population européenne. Aussi les croisés quittent-ils Betenoble le 13 janvier 1192 pour se replier sur Ibelin.

#### Trêve et reconstruction du royaume
Richard Cœur de Lion, ayant beaucoup appris sur la situation politique syrienne depuis le massacre de Saint-Jean-d’Acre, entame des négociations avant la campagne à Betenoble. Voulant gagner du temps, Saladin charge son frère Al-Adel des pourparlers. Il est même envisagé de marier Al-Adel avec Jeanne d’Angleterre, sœur du roi Richard et de donner le royaume de Jérusalem aux époux, mais ce projet échoue en raison du refus de Jeanne. Malgré ce désaccord et l’incursion à proximité de Jérusalem, une amitié se noue entre Richard et Al-Adel, et peu à peu se dessine l’idée d’un partage de la Palestine, la possession du littoral étant reconnue aux chrétiens, et celle de l’intérieur à Saladin. Les croisés occupent et reconstruisent Ascalon au printemps 1192.
Les hostilités cessent pendant le printemps 1192, l’antagonisme entre Guy de Lusignan et Conrad de Montferrat se réveille et les barons syriens et croisés se rendent compte que le compromis de Saint-Jean-d’Acre est inapplicable. Richard finit par résoudre le litige en demandant aux Templiers de vendre l’île de Chypre à Guy de Lusignan qui en devient le souverain et en acceptant Conrad de Montferrat comme roi de Jérusalem. Le 28 avril 1192, Conrad est assassiné, et les barons choisissent pour roi Henri II de Champagne qui épouse Isabelle, la veuve de Conrad.

#### Reprise des hostilités

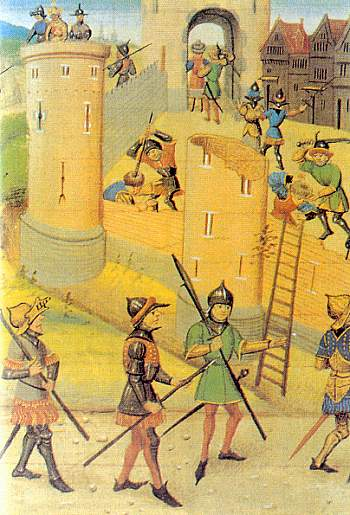
Saladin à l'assaut de Jaffa (Manuscrit de la Bibliothèque de l'Arsenal).

Richard reçoit alors des nouvelles inquiétantes d’Europe. Il apprend que Philippe Auguste cherche à s’emparer d’une partie de ses possessions dans l’Ouest de la France, et que son frère Jean sans Terre se révolte. Le 24 mai 1192, tous les croisés se regroupent à Ascalon et persuadent Richard de conduire l’armée sur Jérusalem, alors que ce dernier songe à rentrer en Europe. La troupe quitte Ascalon le 7 juin et arrive peu après à Qalandiya, en vue de Jérusalem. Richard y installe son camp mais hésite à attaquer Jérusalem, laissant à l’armée ayyoubide le temps de se ressaisir. Finalement, Richard décide de battre en retraite, au grand mécontentement des croisés. Au retour, après avoir surpris et pillé une importante caravane égyptienne, il rentre sur Ramla où le nouveau roi Henri II de Champagne le rejoint. Il envisage encore d’attaquer Jérusalem, mais s’y refuse à nouveau. Les croisés apprendront plus tard que les dissensions entre les troupes kurdes et turques menaient la garnison de Jérusalem au bord de la mutinerie, et que la prise de la ville aurait été aisée.
Le 31 juillet, Saladin contre-attaque sur Jaffa et prend la ville basse, mais Richard intervient avec sa flotte et le bat à deux reprises, les 1er et 5 août.

#### Traité de paix entre Richard et Saladin

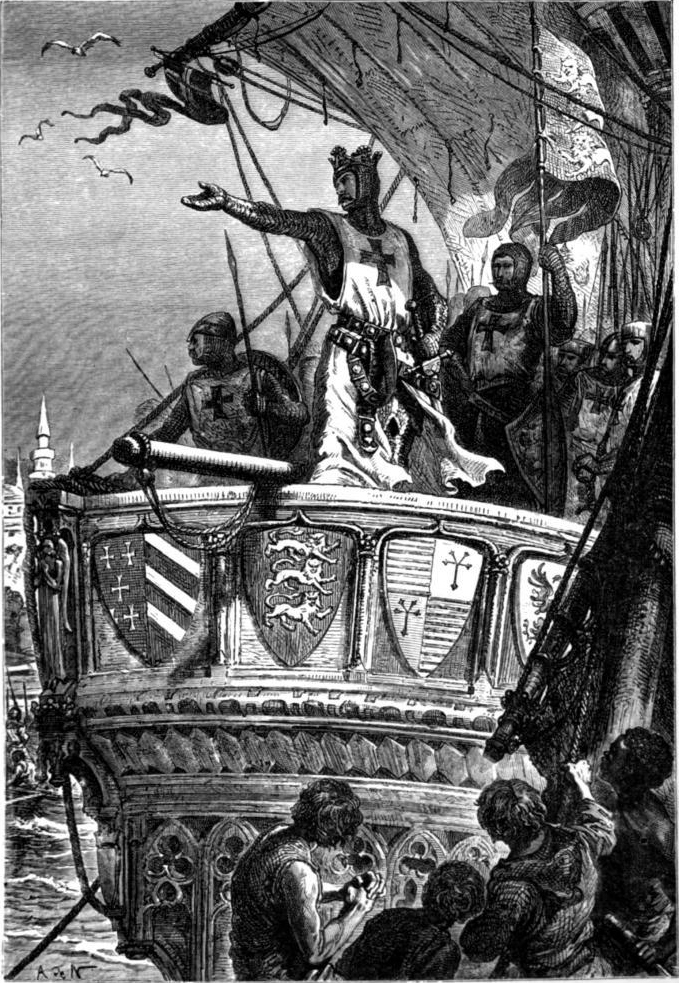
Le retour de Richard Cœur de Lion de Terre sainte d'Alphonse de Neuville (1835-1885).

Les négociations continuent avec comme ébauche d’accord la possession du littoral aux chrétiens et celle de l'arrière-pays à Saladin, mais le point de désaccord qui reste concerne les forteresses de Gaza, Ascalon et Daron, que Saladin juge menaçantes pour l’Égypte et le Sinaï. En effet, ce territoire de faible largeur proche du royaume de Jérusalem constitue le point faible de l’État ayyoubide, car si les chrétiens l’occupaient, ils couperaient les communications entre l’Égypte et la Syrie. Pressé de rentrer en Europe, Richard cède, mais obtient pour les pèlerins chrétiens le libre accès à Jérusalem sans taxes, ainsi que la libre circulation des marchands des deux confessions à l'intérieur de la ville. Le traité est conclu le 2 septembre 1192. Richard quitte la Terre sainte le 9 octobre pour revenir en Occident.

## Conséquences de la croisade

### Les États latins d'Orient en sursis
Les succès de la troisième croisade, la prise de Saint-Jean-d'Acre, la reconquête d’une partie du littoral, qui sera complétée par les règnes d’Henri II de Champagne et d’Aimery II de Lusignan ont assuré aux États latins d'Orient, au bord de l’anéantissement en 1189, une survie d’un siècle. Mais plusieurs constats sont à faire à propos de l’avenir de ces colonies latines en Orient.
Le premier est que les barons syriens se jugent en effectif insuffisant, après l’hécatombe de Hattin, pour contrôler et dominer le territoire complet de l’ancien royaume de Jérusalem, et constatent que peu de croisés ont le projet de s’installer en Orient. Au cours des décennies suivantes, cet état de fait va s’aggraver avec le détournement de la quatrième croisade sur Byzance et l’organisation de la croisade des albigeois, qui vont détourner un certain nombre de croisés de l’Orient. Cette faiblesse numérique va inciter les nobles d’Orient à se consacrer au littoral en abandonnant l’intérieur aux musulmans. La richesse économique du royaume ne va plus tirer son origine des domaines fonciers mais du commerce, faisant du royaume de Jérusalem un État maritime et commerçant, dépendant économiquement des républiques italiennes (Venise, Gênes et Pise) et lui faisant perdre sa vocation militaire.
Le second constat est que la rivalité pour le pouvoir entre Guy de Lusignan et Conrad de Montferrat créa un précédent pour le royaume : l’arbitrage de la succession fut réglé par un souverain européen et étranger au royaume alors que précédemment les barons du royaume désignaient leur roi. De plus en plus souvent, le roi sera ensuite un souverain désigné par une cour européenne, et le royaume de Jérusalem, dominé économiquement par les républiques italiennes, le sera politiquement par les cours européennes.
Le troisième constat est que le maintien des chrétiens en Terre sainte n’a pas seulement dépendu des armes, mais aussi de la diplomatie. L’amitié entre Richard Cœur de Lion et Al-Adel annonce celle de Frédéric II de Hohenstaufen avec Al-Kâmil, qui permettra la restitution de Jérusalem aux chrétiens en 1229. Jusqu’en 1250, les relations entre croisés et musulmans seront sous le signe des négociations, malgré l’arrivée de plusieurs croisades.

### Un territoire de repli: le royaume de Chypre
La conquête de Chypre par le roi d’Angleterre est un acte totalement imprévu au regard des objectifs de la croisade. L'installation temporaire de Robert de Sablé et de ses Templiers puis de Guy de Lusignan comme souverain, permet la création d’un nouvel État latin en Orient dont le caractère insulaire prépare à servir de refuge face aux reconquêtes mamelouks à la fin du XIIIe siècle. Mais cette situation présente deux inconvénients de taille :
- d’une part, pour contrôler l’île, peuplée par une population grecque et orthodoxe qui s’est déjà révoltée contre les Templiers en 1191, il faut y installer des troupes et des chevaliers, ce qui aggrave le dépeuplement de la Palestine.
- d’autre part, les barons possessionnés à Chypre seront de plus en plus réticents à intervenir militairement en Palestine. Ils préféreront jouir de leurs domaines chypriotes plutôt que de passer leur temps à défendre leurs domaines syriens. En 1273, une grande partie de la noblesse chypriote refusa même de suivre le roi Hugues III de Chypre, affirmant que le service militaire n’était dû au roi qu’à l’intérieur du royaume[33].

### Fondation de l'ordre Teutonique
Un certain nombre de chevaliers germaniques qui restent en Terre sainte après la croisade rejoignent une fraction de l’ordre de Saint-Jean déjà composée de chevaliers germaniques. Cette fraction devient alors si importante au sein de l’ordre qu’elle s’en sépare pour former l’ordre Teutonique. Appelé par Conrad de Mazovie, les chevaliers teutoniques quittent progressivement la Terre sainte pour rejoindre les abords de la mer Baltique et évangéliser les pays baltes au cours des croisades baltes.